# Oude Riet (Marum)
De Oude Riet is een voormalig waterschap in de Nederlandse provincie Groningen.
In het kader van de ruilverkaveling Lucaswolde werd in 1948 een gemaal gesticht dat uitsloeg op het Dwarsdiep. Om het gemaal te onderhouden werd een waterschap in 1961 opgericht. Met de organisatie ervan wilde het niet zo vlotten. Pas in 1964 was de grondslag voor de heffing opgemaakt. Het schap lag tussen het Dwarsdiep (ten noorden), de Oude Rijt (naamgever van het schap) en de Lange Niebertertocht (ten oosten), de huidige A7 (ten zuiden) en de Nuismer Schipsloot (ten westen). Het gemaal staat aan het einde van de zijweg van de Roordaweg in Boerakker. 
Waterstaatkundig gezien ligt het gebied sinds 1995 binnen dat van het waterschap Noorderzijlvest.

## Naamgenoten
- Hoewel beide in het Westerkwartier zijn gelegen, is de Oude Riet niet dezelfde als de Oude Riet bij Marum en Oude Riet bij Balmahuizen.
- Verzorgingsplaats Oude Riet is naar hetzelfde water genoemd als het waterschap.